# Markus Palionis
Markus Palionis (Kaunas, 12 maggio 1987) è un allenatore di calcio ed ex calciatore lituano, di ruolo difensore.

## Statistiche

### Cronologia presenze e reti in nazionale
| Cronologia completa delle presenze e delle reti in nazionale ― Lituania | Cronologia completa delle presenze e delle reti in nazionale ― Lituania | Cronologia completa delle presenze e delle reti in nazionale ― Lituania | Cronologia completa delle presenze e delle reti in nazionale ― Lituania | Cronologia completa delle presenze e delle reti in nazionale ― Lituania | Cronologia completa delle presenze e delle reti in nazionale ― Lituania | Cronologia completa delle presenze e delle reti in nazionale ― Lituania | Cronologia completa delle presenze e delle reti in nazionale ― Lituania |
| Data                                                                    | Città                                                                   | In casa                                                                 | Risultato                                                               | Ospiti                                                                  | Competizione                                                            | Reti                                                                    | Note                                                                    |
| ----------------------------------------------------------------------- | ----------------------------------------------------------------------- | ----------------------------------------------------------------------- | ----------------------------------------------------------------------- | ----------------------------------------------------------------------- | ----------------------------------------------------------------------- | ----------------------------------------------------------------------- | ----------------------------------------------------------------------- |
| 19-11-2008                                                              | Marijampolė                                                             | Lituania                                                                | 1 – 1                                                                   | Moldavia                                                                | Amichevole                                                              | -                                                                       | 46’                                                                     |
| 26-3-2013                                                               | Scutari                                                                 | Albania                                                                 | 4 – 1                                                                   | Lituania                                                                | Amichevole                                                              | -                                                                       |                                                                         |
| 25-3-2019                                                               | Baku                                                                    | Azerbaigian                                                             | 0 – 0                                                                   | Lituania                                                                | Amichevole                                                              | -                                                                       |                                                                         |
| 7-6-2019                                                                | Vilnius                                                                 | Lituania                                                                | 1 – 1                                                                   | Lussemburgo                                                             | Qual. Euro 2020                                                         | -                                                                       |                                                                         |
| 10-6-2019                                                               | Belgrado                                                                | Serbia                                                                  | 4 – 1                                                                   | Lituania                                                                | Qual. Euro 2020                                                         | -                                                                       |                                                                         |
| 7-9-2019                                                                | Vilnius                                                                 | Lituania                                                                | 0 – 3                                                                   | Ucraina                                                                 | Qual. Euro 2020                                                         | -                                                                       |                                                                         |
| 10-9-2019                                                               | Vilnius                                                                 | Lituania                                                                | 1 – 5                                                                   | Portogallo                                                              | Qual. Euro 2020                                                         | -                                                                       |                                                                         |
| 14-11-2019                                                              | Faro                                                                    | Portogallo                                                              | 6 – 0                                                                   | Lituania                                                                | Qual. Euro 2020                                                         | -                                                                       | 27’                                                                     |
| 17-11-2019                                                              | Vilnius                                                                 | Lituania                                                                | 1 – 0                                                                   | Nuova Zelanda                                                           | Amichevole                                                              | -                                                                       | 46’                                                                     |
| 4-9-2020                                                                | Vilnius                                                                 | Lituania                                                                | 0 – 2                                                                   | Kazakistan                                                              | UEFA Nations League 2020-2021 - 1º turno                                | -                                                                       | 22’                                                                     |
| 7-9-2020                                                                | Tirana                                                                  | Albania                                                                 | 0 – 1                                                                   | Lituania                                                                | UEFA Nations League 2020-2021 - 1º turno                                | -                                                                       |                                                                         |
| 7-10-2020                                                               | Tallinn                                                                 | Estonia                                                                 | 1 – 3                                                                   | Lituania                                                                | Amichevole                                                              | -                                                                       |                                                                         |
| 11-10-2020                                                              | Vilnius                                                                 | Lituania                                                                | 2 – 2                                                                   | Bielorussia                                                             | UEFA Nations League 2020-2021 - 1º turno                                | -                                                                       |                                                                         |
| 14-10-2020                                                              | Vilnius                                                                 | Lituania                                                                | 0 – 0                                                                   | Albania                                                                 | UEFA Nations League 2020-2021 - 1º turno                                | -                                                                       |                                                                         |
| Totale                                                                  |                                                                         | Presenze                                                                | 14                                                                      |                                                                         | Reti                                                                    | 0                                                                       |                                                                         |